# Église Saint-Anatoile de Salins-les-Bains
L'église Saint-Anatoile est une église catholique du XIIIe siècle de style gothique bourguignon située à Salins-les-Bains, dans le Jura. L'édifice est classé au titre des monuments historiques depuis 1846.

## Historique
Au VIe siècle, une chapelle est construite sur le tombeau de saint Anatoile, un ermite écossais du Ve siècle, retiré sur les pentes du mont Belin près de Salins-les-Bains, connu pour l'épisode du miracle des eaux salées. Cette construction remplace une précédente chapelle dédiée à saint Symphorien et à sainte Agathe.
La chapelle devient collégiale en 1024, sous l'impulsion de Hugues Ier de Salins.
C'est au XIIIe siècle, sous le règne du puissant comte et seigneur Jean Ier de Chalon, que l'église actuelle est construite à l'emplacement de la chapelle. Elle abritera notamment quatorze tapisseries racontant la vie de saint Anatoile, réalisées entre 1502 et 1506 à Bruges. Volées à la Révolution, seules trois pièces ont été conservées et se trouvent aujourd'hui au musée du Louvre, à Paris.
L'édifice est classé en 1846 par Prosper Mérimée.

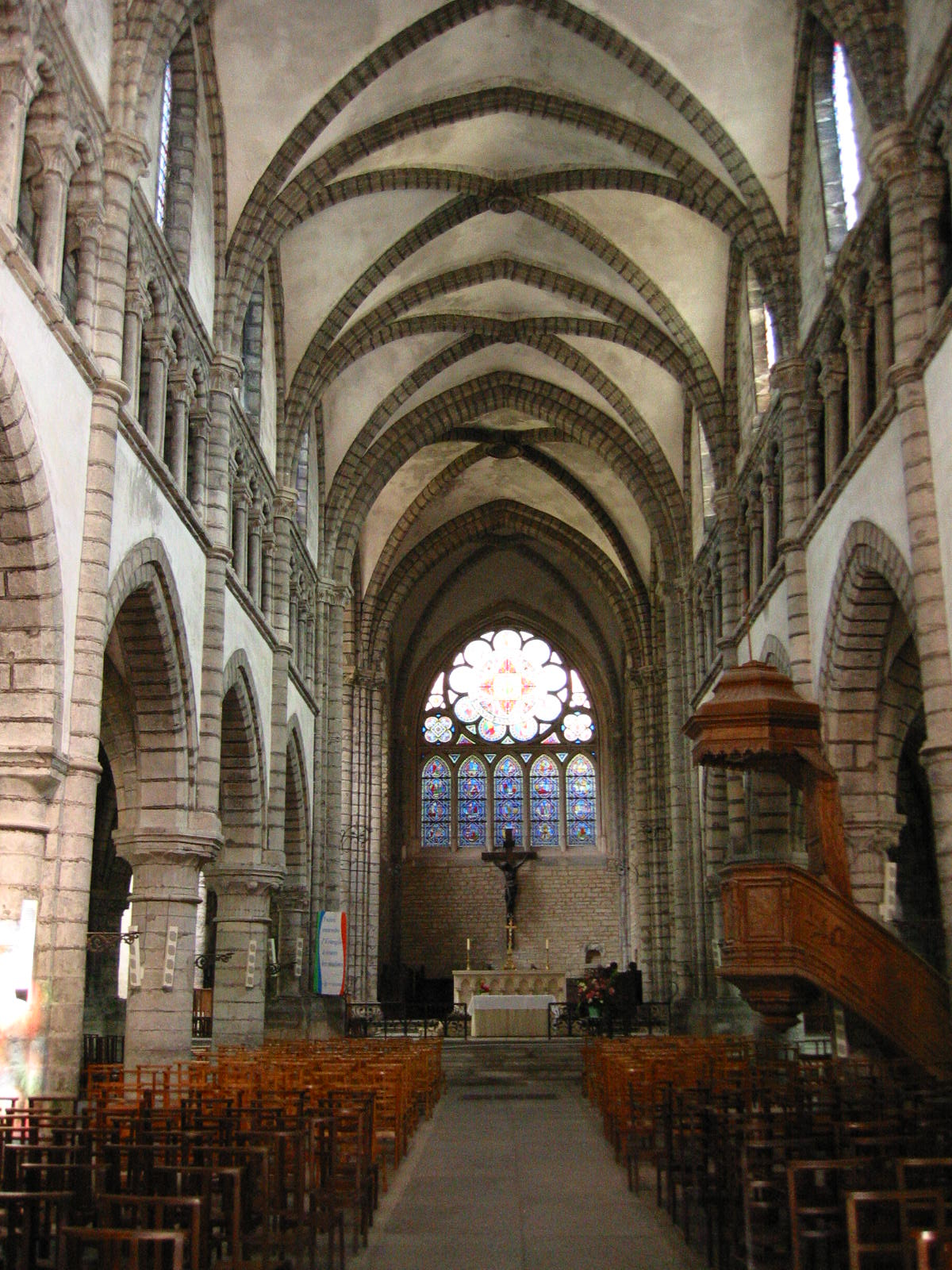
Vue de la nef
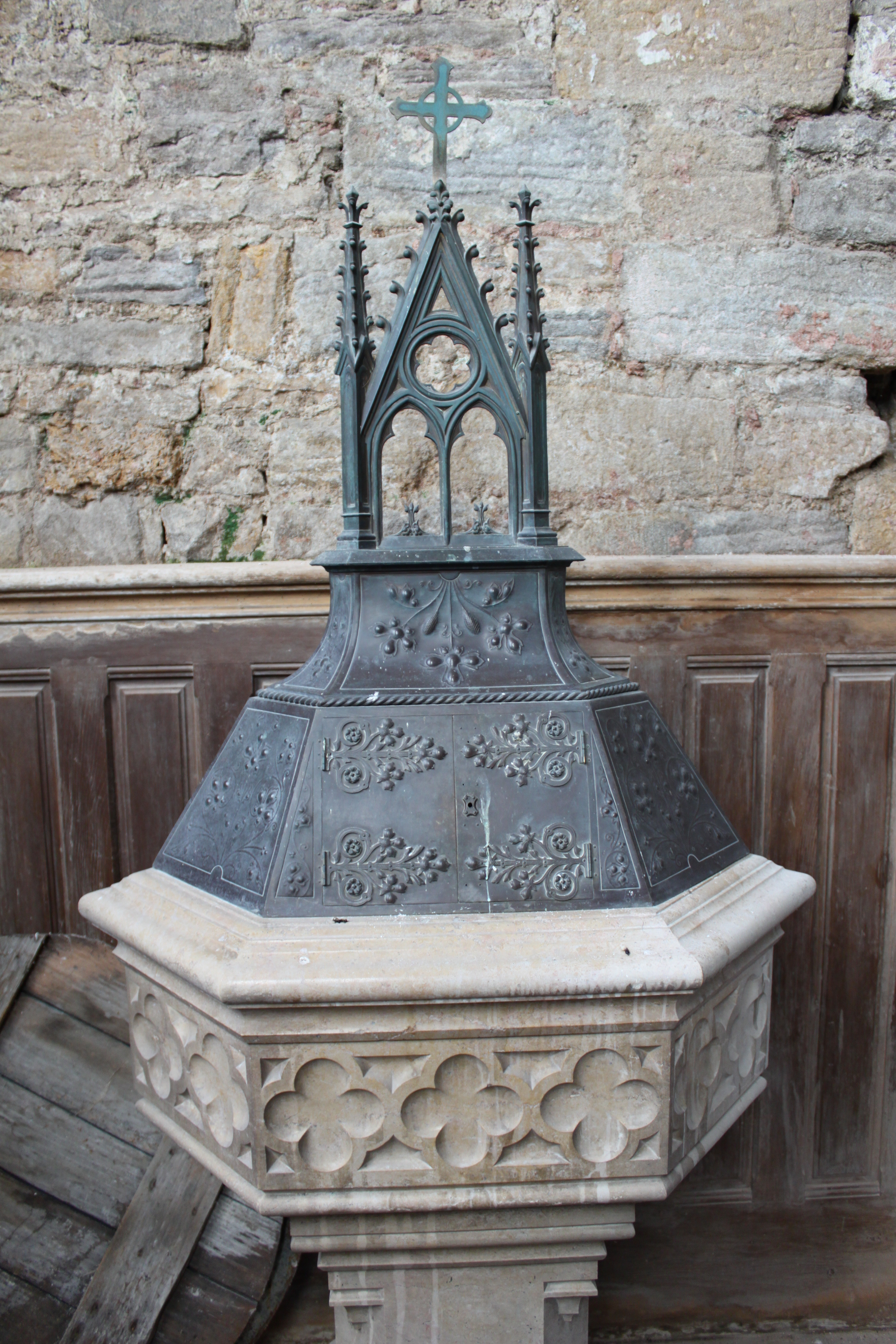

## Description
La façade est remarquable, avec un portail roman en bois sculpté, encadré par deux chapelles gothiques du XVIe siècle et dotée d'un clocher massif, ancienne tour de défense rattachée à l'église en 1699, et reconstruite par l'architecte salinois Dufour en 1838 après l'incendie du 30 août 1826.

## Mobilier
L'église possède un mobilier remarquable. Les stalles de l'église, réalisées en noyer, ont été sculptées dans le dernier quart du XVe siècle et classées monument historique en 1907. Désiré Monnier, érudit jurassien, les dessina en août 1842, lors d'un de ses nombreux voyages d'études dans le département. Surement très impressionné par les stalles, il leur consacra plusieurs dessins assez précis dans son carnet (sixième volume, aujourd'hui conservé à la bibliothèque municipale de Besançon). Il ne se contenta pas de ce relevé graphique, puisqu'il rédigea également un mémoire historique et artistique sur l'église Saint-Anatoile, qu'il envoya le 10 mars 1843 au ministre de l’Instruction publique, accompagné de dessins, en demandant que le comité historique et artistique fasse classer cette église (ce mémoire n'est malheureusement pas localisé).  

Dessins des stalles et des miséricordes de l'église Saint-Anatoile de Salins-les-Bains réalisés en août 1842 par Désiré Monnier, érudit jurassien.
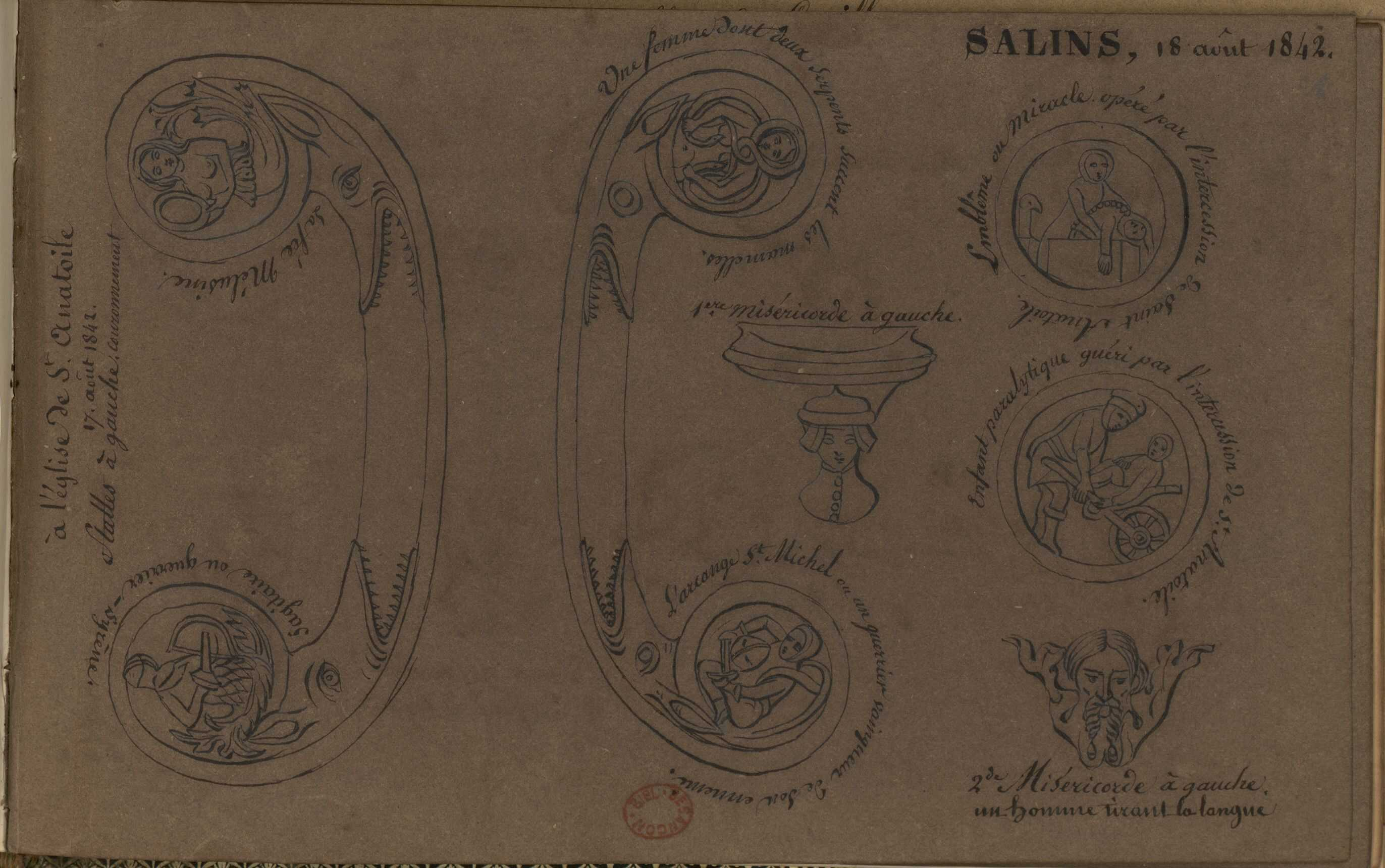
Dessin des stalles et des miséricordes de gauche, par Désiré Monnier.
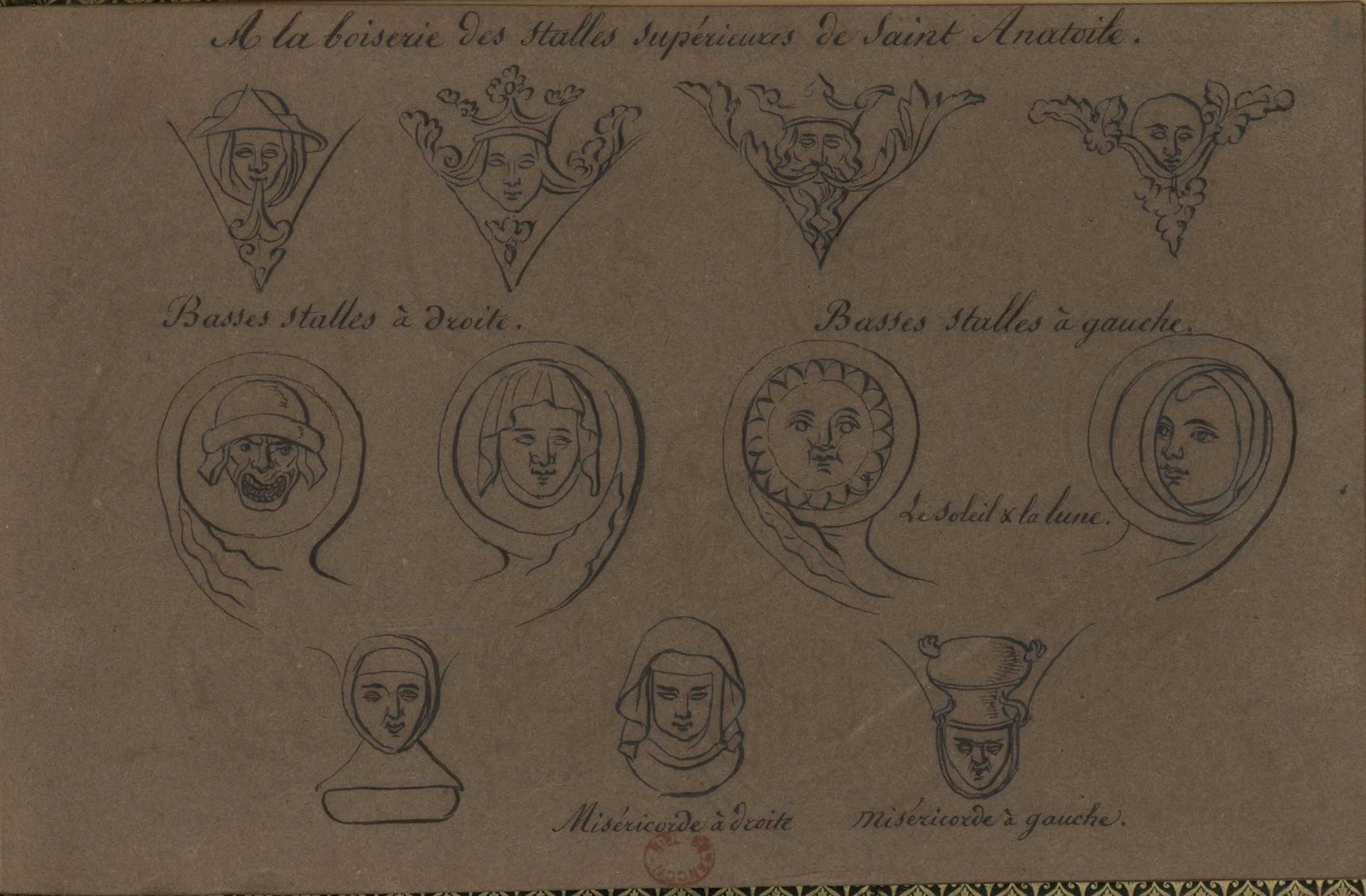
Dessin des stalles supérieures de l'église, par Désiré Monnier
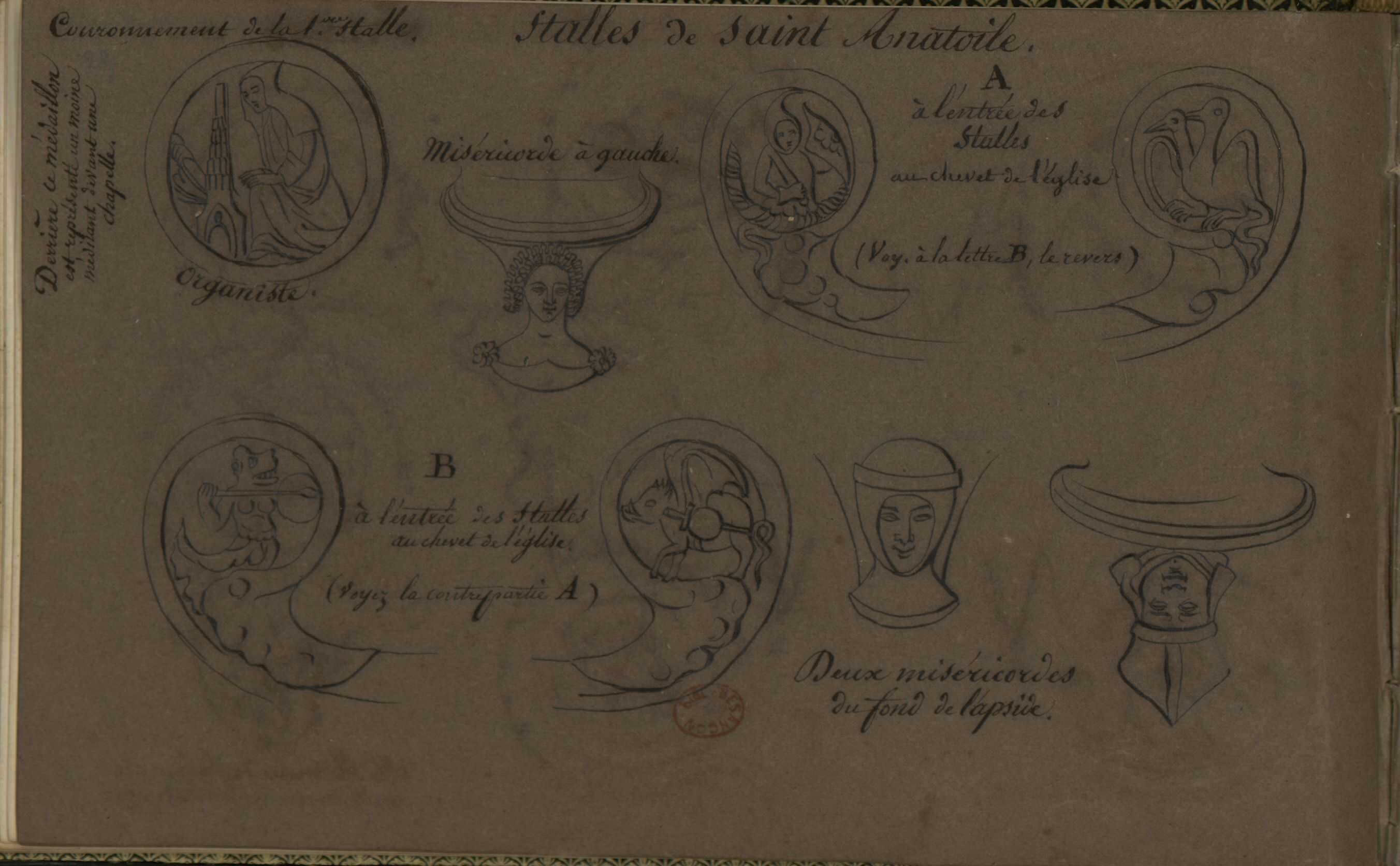
Dessin des stalles et des miséricordes à l'entrée des stalles, au chevet de la collégiale, par Désiré Monnier.
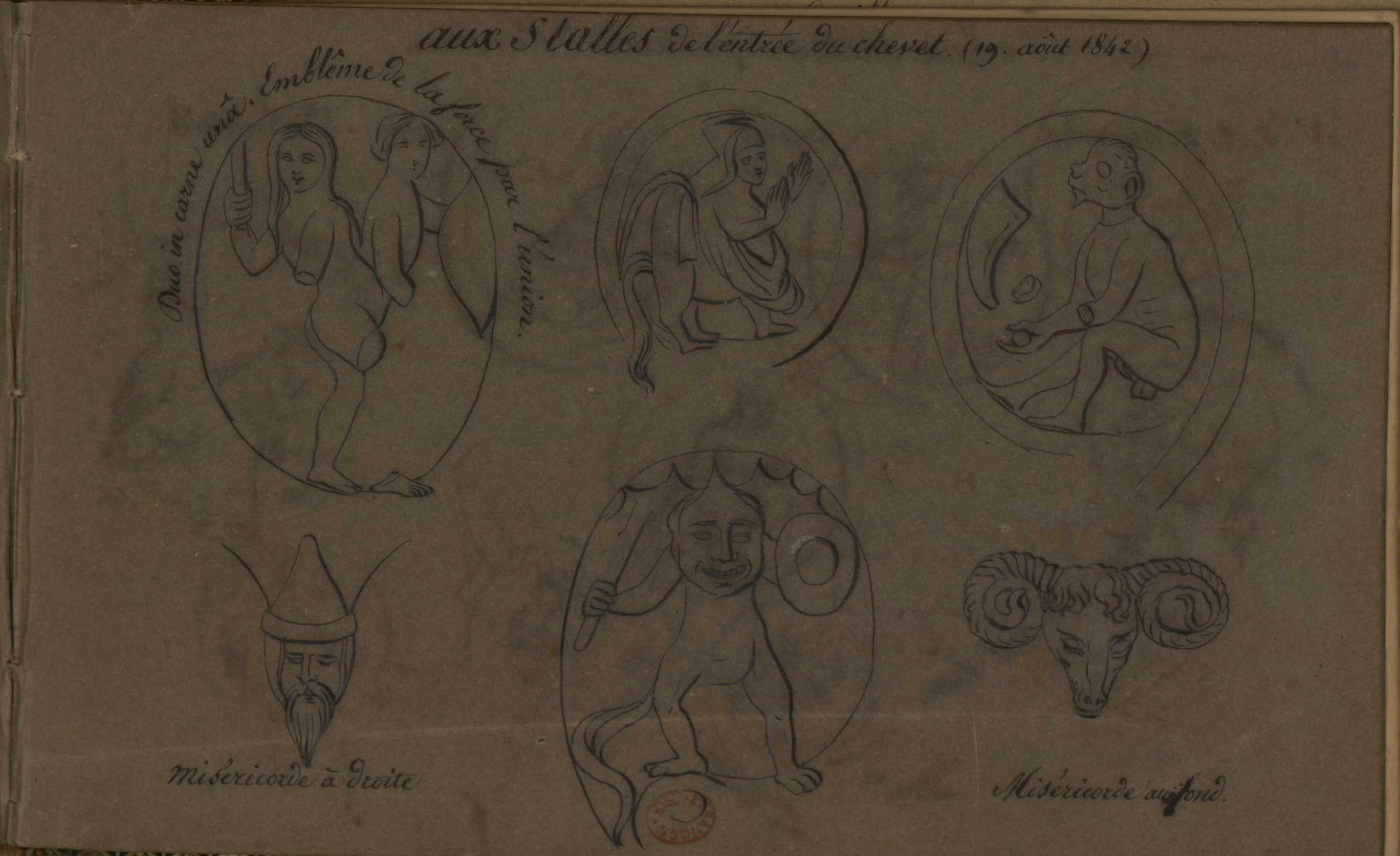
Dessin des stalles et des miséricordes de l'entrée du chevet de l'église, par Désiré Monnier
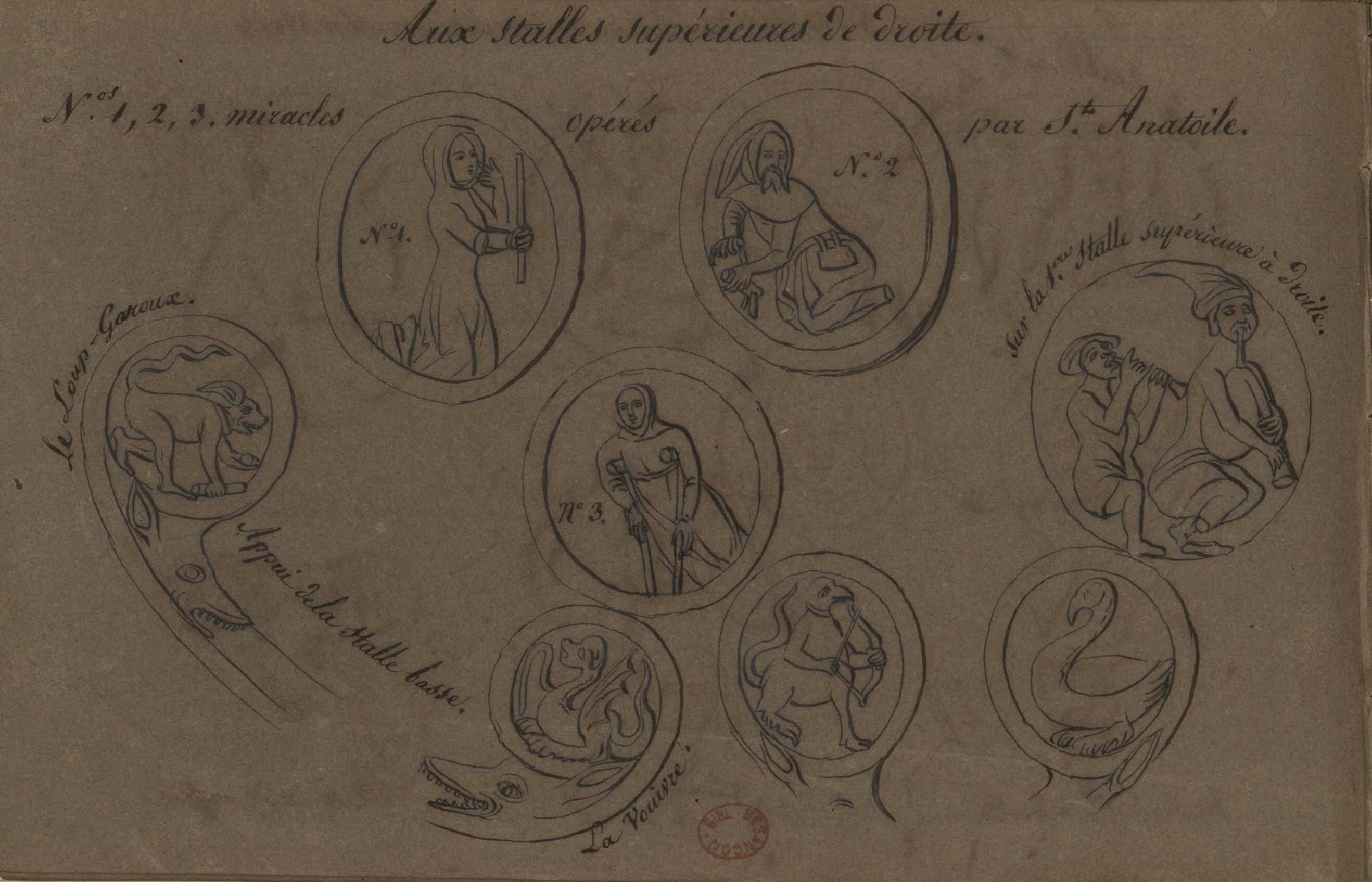
Dessins des stalles supérieures de droite, par Désiré Monnier

## L'orgue
La partie instrumentale de l'orgue de la collégiale Saint-Anatoile a été construite par Joseph Merklin, de 1866 à 1880. Le buffet, reste de l'orgue précédent (1737), est l'œuvre du facteur Claude Moucherel. L'instrument, classé Monument Historique, a bénéficié d'une restauration le ramenant a son état de 1874, inaugurée le samedi 8 juin 2013 avec le concours de l'organiste Christian Bacheley.

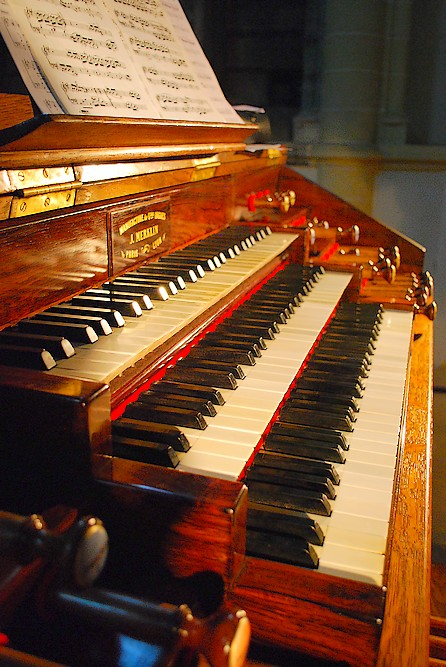
Console de l'orgue
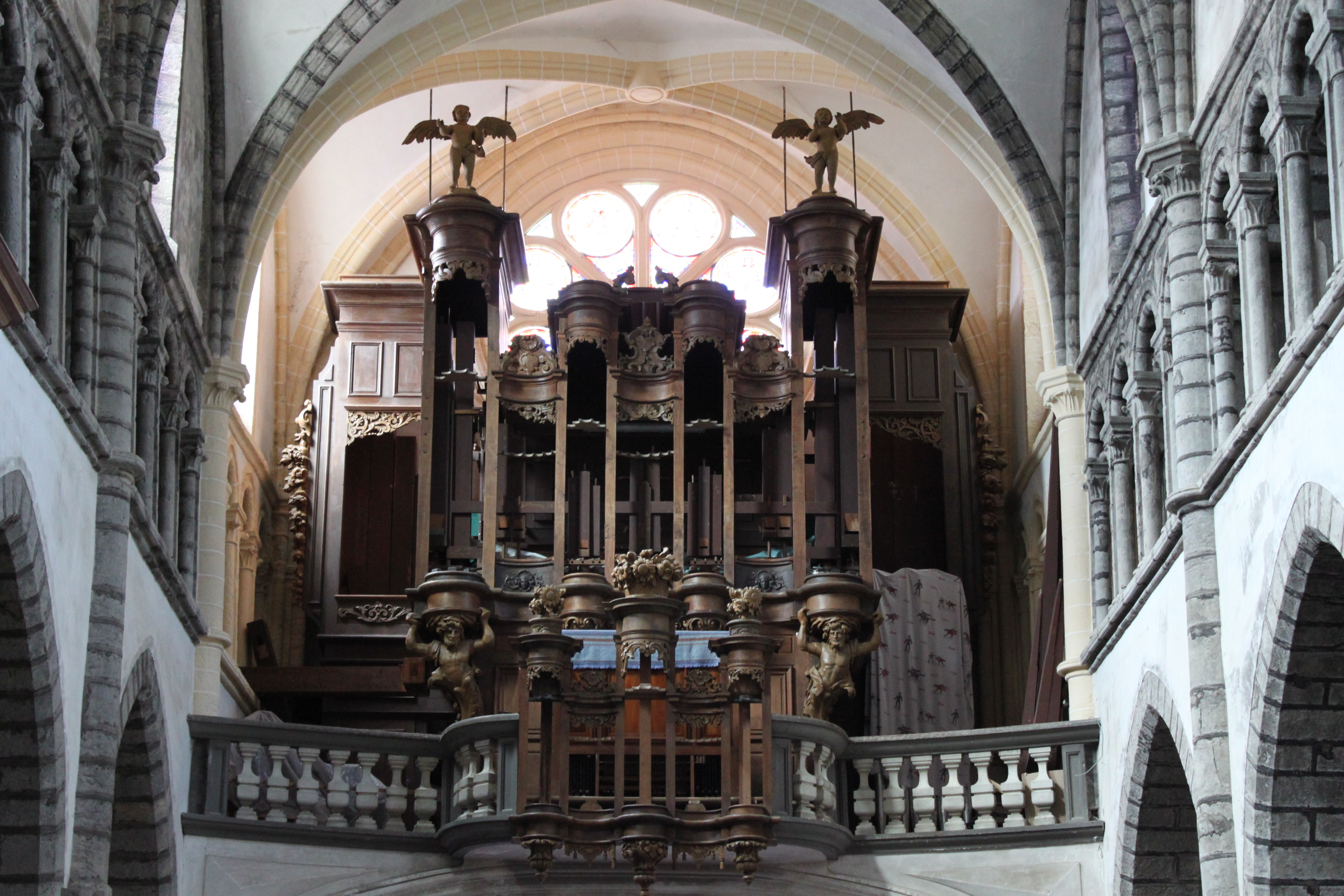
Orgues Merklin